# Filippo Josiah Caucci
Filippo Josiah Caucci oder Philippus Iosias Caucci (* 28. Oktober 1692 in Rom; † 15. Februar 1771) war ein römisch-katholischer Geistlicher.

## Leben
Filippo Josiah Caucci wurde 1692 geboren. Am 19. Mai 1742 wurde er zum Priester geweiht.
Papst Clemens XIII. ernannte ihn am 28. Januar 1760 zum Titularpatriarch von Konstantinopel und weihte ihn am 3. Februar 1760 zum Bischof. Mitkonsekratoren waren François Mattei, Titualarpatriach von Alexandria und Ludovico Calini, Titularpatriarch von Antiochia.